# Susana Guadalupe Solís Esquinca
Susana Guadalupe Solís Esquinca o simplemente Susana Solís (Tuxtla Gutiérrez, Chiapas, México), es una periodista, presentadora y feminista mexicana. Fue una corresponsal en el estado de Chiapas en una oficina de Televisa y la presidenta de la Red de Radiodifusoras y Televisoras Educativas y Culturales de México A.C., compuesta por 68 sistemas afiliados.

## Biografía

### Formación académica
Susana Solís nació en Tuxtla Gutiérrez, Chiapas. Realizó sus estudios superiores en Ciencias y Técnicas de la Comunicación en la Universidad Veracruzana. Posteriormente, se inició en el periodismo en 1983 como reportera local y posteriormente como columnista en El Universal de Veracruz. Fue jefa de información del noticiero radiofónico Dimensión 7, en la misma entidad. 

### Trayectoria
Cuando regresó a Chiapas, fue reportera del Departamento de Prensa de la Coordinación de Comunicación Social, además del diario El Observador de la Frontera Sur y Diario Uno; así como jefa de producción en el INEA. En 1990 fue Coordinadora Estatal de Comunicación del Inegi. 
Para 1993 comenzó a trabajar como corresponsal de Televisa en Chiapas. Dio cobertura y seguimiento al conflicto armado de 1994 y entrevistó al subcomandante Marcos. 
Participó en proyectos editoriales como Ni más Ni Menos Mujeres, primera revista en Chiapas dedicada a la equidad de género y en el 2013 fue nombrada como directora del Sistema Chiapaneco de Radio, Televisión y Cinematografía.
Fue nombrada en 2015-2018 Presidenta de la Red de Radiodifusoras y Televisoras Educativas y Culturales de México A.C., que cuenta con 68 afiliados, de los cuales 60 son sistemas de Radio y Televisión Públicos -gubernamentales, de instituciones educativas y culturales, así como de la sociedad civil- y SATMEX, socio eventual con carácter honorario.
En el 2009 recibió un reconocimiento por parte de la CFE, por la cobertura para Noticieros Televisa de las obras del Tapón que se produjo por un deslizamiento de tierra en el 2007 en Juan de Grijalva. En el 2011, Premio Nacional de Periodismo y Literatura AMMPE, en la categoría de medios electrónicos por el reportaje Un viaje sobre el lomo de la bestia, en Durango; y a finales de 2018 fue nombrada por empresarios chiapanecos Mujer del año.

## Premios y distinciones
- 1994 Premio al valor en el  periodismo otorgado por el gobierno del estado.[5]
- 1995 Mención por su labor periodística, otorgado por la Asociación Civil Fuerza Cívica.
- 1999 Mención por su labor en la transmisión de la visita del Papa Juan Pablo II, otorgada por Monseñor Norberto Rivera Carrera y el Cardenal Justo Mullor en la Ciudad de México.
- 2003 Premio México de Periodismo otorgado por la Federación de Periodistas de México por la cobertura de la muerte de infantes en el hospital de Comitán.
- 2005 Premio México de Periodismo otorgado por la Federación de Periodistas de México, por la cobertura durante el Huracán Stan.
- 2010 Segundo lugar en la Categoría de Revista Radiofónica con el programa Siempre Mujeres, otorgado en la 8.ª Bienal Internacional de Radio.
- 2011 Premio Nacional “AMMPE 2011”, por el reportaje televisivo “Viaje sobre el lomo de la bestia”; dicho reconocimiento es otorgado por la Asociación Mundial de Mujeres Periodistas y Escritoras, capítulo México.
- 2013 Reconocimiento de Expo Mujeres por su destacada labor periodística y por la defensa de los derechos de las mujeres en Chiapas.